# Хамсад Рангкути
Хамсад Рангкути (индон.  Hamsad Rangkuti, 7 мая 1943, Титикунинг, Медан — 26 августа 2018) — индонезийский писатель, лауреат Литературной премии Юго-Восточной Азии (2008).

## Краткая биография
В 1963 году окончил среднюю школу в Медане. С 1964 г. стал работать корректором газеты «Патриот», затем журналистом газеты «Синар Мащаракат» (Свет общества). С 1965 года — в Джакарте. В 1966—1968 гг. работал в киностудии «Перфини» и в Объединении кинопродюсеров Индонезии, в 1966−1969 — в Доме культуры (Балэй Будая). В 1969 г. приглашён в литературный журнала «Хорисон», где занимал должность корректора, затем помощника редактора.
С 2002 перенес несколько операций, в том числе на сердце.

## Творчество
Начал писать рассказы и публиковаться в конце 1950-х гг. Первый рассказ («Песня в Рамбунг-Туа») опубликован в 1959 г. в меданской газете «Новая Индонезия» и сразу привлек внимание критики. Голос молодого писателя прозвучал свежо и необыкновенно интересно. Лиризм, мягкий юмор снискали ему звание индонезийского Чехова («Не хочешь ли ты погасить следы её губ на моих губах своими губами», «Для кого свистишь ты» и др.). Опубликовал пять сборников рассказов и две повести. Отдельные рассказы писателя включены в школьные хрестоматии по литературе. Некоторые произведения переведены на английский и немецкий языки.

## Семья
- Отец Мухамад Салех Рангкути
- Мать Джамила
- Жена Нурвиндасари (с 1972 г.)
- Четверо детей: Бонанг Кисвара, Гириндра, Бунгариа, Ангги Маули

## Награды
- Поощрительная премия на конкурсе написания повести Культурного центра Джакарты (1981, «Когда лампа становится красной»)
- Премия «Деятель культуры Индонезии» (1999)
- Литературная премия правительства Большой Джакарты (2000)
- Специальная премия газеты «Компас» за верность написанию рассказов (2001)
- Литературная премия Центра языка (2001)
- Премия издательства «Балэй Пустака» за лучшие рассказы для детей (2001: «Пожелания долгих лет жизни господину Джойокоройо» и «Улыбка генерала 17 августа») по случаю 75-летия издательства.
- Литературная премия экватора (Khatulistiwa Literary Award) (2003 «Bibir dalam Pispot»)
- Литературная премия Юго-Восточной Азии (2008)

## Публикации
- Aisyah di balik tirai jendela (2006) (Айша за занавеской окна) ISBN 979-25-7670-3
- Kalung dari gunung (Ожерелье с гор): kumpulan cerpen pengarang-pengarang aksara (2004) ISBN 979-9140-56-0
- Bibir dalam Pispot (2003) (Губы в ночном горшке) ISBN 979-709-064-7; «Lips on the Chamber Pot», translated by Harry Aveling (Angkor Verlag; Kindle E-book 2015)
- Sampah Bulan Desember (Декабрьский мусор)(2000) ISBN 978-979-9251-55-8
- Lukisan Perkawinan (Картина сывадьбы)(1982)
- Cemara (Казуарина) (1982).
- Ketika Lampu Berwarna Merah (Когда лампа стала красной) (1981). (повесть) 2001 ISBN 979-9251-65-6
- Klamono (повесть) (2000)